# Marcelo de Ridder
Marcelo Ives de Ridder Perrier (ur. 7 czerwca 1922 w Buenos Aires, zm. 7 stycznia 1973 tamże) – argentyński bobsleista, olimpijczyk.

## Przebieg kariery
Na zimowych igrzyskach olimpijskich w 1948 w Sankt Moritz wystąpił w dwóch konkurencjach bobslejowych: w dwójkach, razem z Héctorem Tomasim, w której zajęli 15. miejsce i w czwórkach (z Tomasim, Justo del Carrilem i Salvadorem Correą), w której zajęli 12. miejsce.
Pochodził z rodziny związanej ze sportami zimowymi, w zimowych igrzyskach olimpijskich startowali również jego bracia: Luis de Ridder i Francisco de Ridder oraz bratanek Enrique de Ridder.